# Roberto Cidade
Roberto Maia Cidade Filho (Manaus, 2 de outubro de 1986), mais conhecido como Roberto Cidade, é um político brasileiro filiado ao União Brasil (UNIÃO). Ele é o atual presidente da Assembleia Legislativa do Amazonas, atualmente cumpre seu segundo mandato como deputado estadual do Amazonas.

## Trejetória política
Nas eleições de 2016, Roberto foi candidato ao cargo de vereador da cidade de Manaus pelo Partido Trabalhista Nacional (PTN). Com 100% das urnas eletrônicas apuradas, ele recebeu 6.285 votos ou 0,61% dos votos válidos, sendo não eleito.
Em 7 de outubro de 2018, foi eleito deputado estadual do Amazonas pelo Partido Verde (PV). Após o pleito, recebeu 33.239 votos ou 1,87% dos votos válidos, sendo o 2º candidato com maior número de votos do Amazonas.
Em dezembro de 2018, Roberto Cidade assumiu uma vaga de vereador da capital amazonense após mudanças no Executivo.
Ele ficou no lugar de Felipe Souza (PHS) na Câmara Municipal de Manaus (CMM) após o titular ser remanejado para a Câmara dos Deputados, na vaga do primeiro suplente Carlos Souza (PSDB), que havia sigo nomeado subsecretário de Apoio às Comunidades, na Secretaria Municipal de Infraestrutura (SEMINF). Roberto era deputado estadual eleito e permaneceu temporariamente no parlamento municipal até tomar posse na Assembleia Legislativa do Amazonas (ALEAM), ele foi substituído por Alonso Oliveira (PHS), ex-vereador de Manaus e segundo suplente do Partido Trabalhista Nacional (PTN) em 2016.
Em 3 de dezembro de 2020, foi eleito presidente da Assembleia Legislativa do Amazonas para o segundo biênio da 19ª Legislatura. A chapa em que Roberto estava recebeu dezesseis votos favoráveis, já a chapa 2 recebeu oito votos.
Em 2 de outubro de 2022, Roberto Cidade foi reeleito deputado estadual do Amazonas pelo União Brasil (UNIÃO). Ao fim eleição, ele recebeu 105.510 votos ou 5,35% dos votos válidos, sendo o deputado estadual mais votado na história do Amazonas.
Em 1. º de fevereiro de 2023, no dia da posse do segundo mandato de deputado estadual, Roberto foi reeleito, por aclamação, presidente da Assembleia Legislativa do Amazonas para o primeiro biênio da 20ª Legislatura.

### Desempenho em eleições
| Ano  | Eleição              | Partido | Candidato a       | Votos   | %    | Resultado  | Observações        | Ref.  |
| ---- | -------------------- | ------- | ----------------- | ------- | ---- | ---------- | ------------------ | ----- |
| 2016 | Municipal de Manaus  | PTN     | Vereador          | 6.285   | 0,61 | Não eleito | Ficou em 25º lugar | [ 3 ] |
| 2018 | Estadual no Amazonas | PV      | Deputado estadual | 33.239  | 1,87 | Eleito     | Eleito em 2º lugar | [ 4 ] |
| 2022 | Estadual no Amazonas | UNIÃO   | Deputado estadual | 105.510 | 5,35 | Eleito     | Eleito em 1º lugar | [ 8 ] |

## Controvérsias
Em 2 de setembro de 2022, o prefeito de Borba, Simão Peixoto (Progressistas), desferiu um soco no rosto de Roberto Cidade. O deputado e outros aliados estavam no município para participar de um comício, junto com o candidato à reeleição ao governo do Amazonas, Wilson Lima (UNIÃO). Segundo Simão, o motivo pela qual ocorreu a agressão se devia ao fato dele estar abalado emocionalmente pela perda de sua mãe, vítima de câncer. Apesar de sua situação emocional, Simão foi cumprir agenda política com o atual governador, mas perdeu a paciência ao encontrar Roberto Cidade, com quem tem uma desavença política, já que o deputado vinha denunciando diversas ações da gestão do prefeito nas redes sociais.